# My Fair Lady

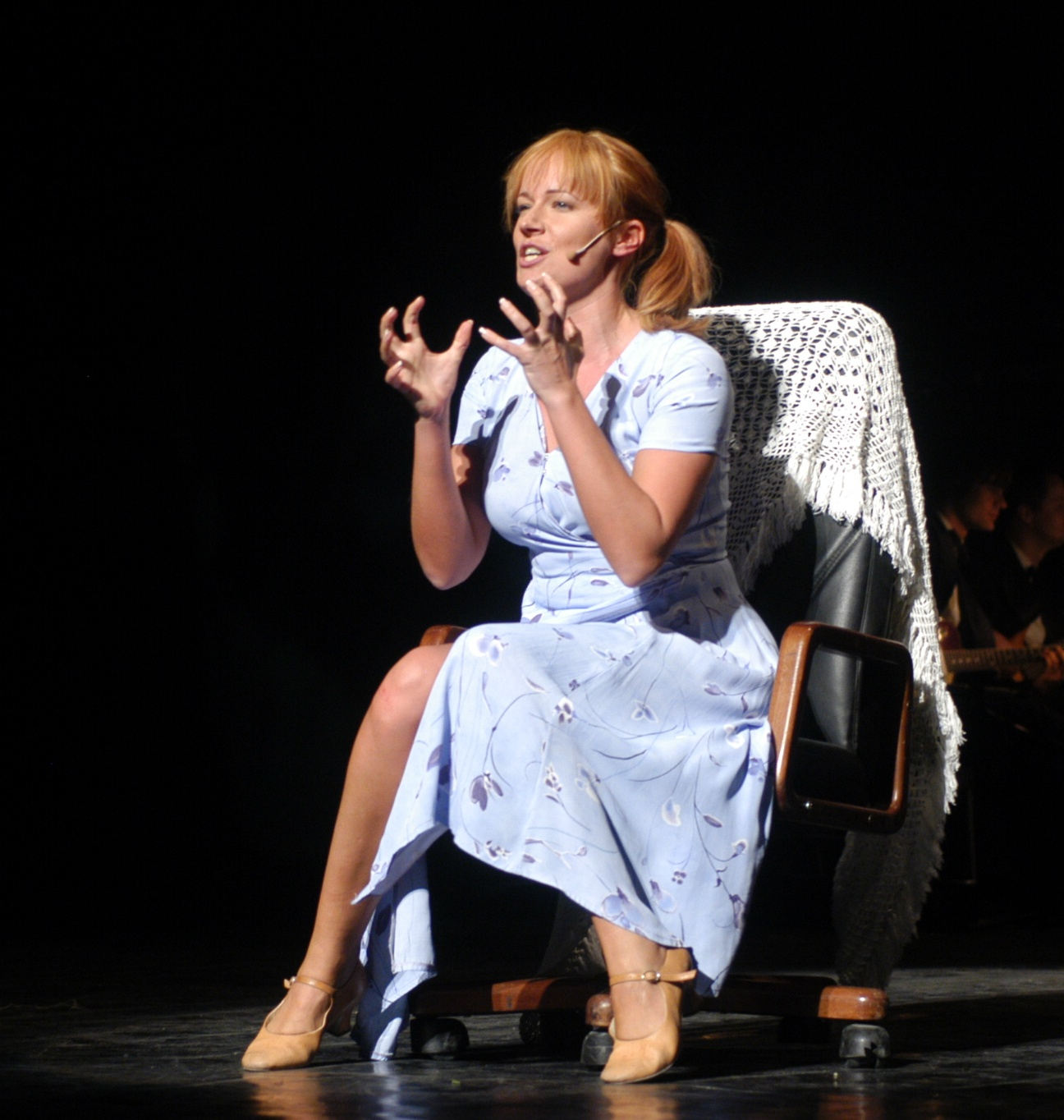
Alena Antalová (Líza Ďulínková) v provedení Městského divadla Brno

My Fair Lady je americký divadelní muzikál z roku 1956 s libretem, které napsal Alan Jay Lerner, a s hudbou Frederica Loewa. Jeho předlohou byla divadelní hra G. B. Shawa Pygmalion, která svůj námět čerpá ze starověkých řeckých bájí. Na Broadwayi se tento muzikál hrál od roku 1956 do 1962 a celkový počet repríz dosáhl 2717.
V českém překladu Oty Ornesta měl tento muzikál premiéru v roce 1964 v pražském Hudebním divadle Karlín; režie Leo Spáčil a Rudolf Vedral, hlavní roli Lízy Doolittlové alternovaly Věra Macků a Věra Vlková, dále hráli: Miloš Zavřel / Jiří Vala (prof. Higgins), Otomar Korbelář (plukovník Pickering), Jiřina Steimarová (paní Higginsová), Ivo Gübel / Josef Beyvl (A. Doolittle), Karel Fiala / Milan Chladil (Freddy) ad. Celkově byl muzikál uveden ve dvaceti českých divadlech, mimo jiné v Městském divadle Brno nebo v Divadle na Fidlovačce. Herci z Divadla Na Fidlovačce Tomáš Töpfer, Tereza Bebarová a Barbora Mošnová byli za své výkony v tomto muzikálu nominování na Cenu Thálie 2011. Tuto cenu získala herečka Městského divadla Brno Markéta Sedláčková v kategorii muzikál za ztvárnění role Lízy Ďulínkové v brněnské verzi My Fair Lady ze Zelňáku. Herečka Dagmar Křížová za roli Lízy Ďulínkové v novém nastudování brněnské verze My Fair Lady ze Zelňáku získala širší nominaci na cenu Thálie 2022 v kategorii muzikál.

## Historie
Jeho autoři se snažili tento muzikál vytvořit již v roce 1952, tento první pokus se jim však nezdařil. I jejich další pokus byl poměrně krušný a pracný, jeho původní pracovní název byl My Fair Liza. Nynější název byl zvolen těsně před premiérou a jednalo se vlastně o pouhou slovní hříčku bez jakéhokoliv konkrétního významu.
Premiéra se konala dne 15. března 1956 v New Havenu v Mark Hellinger Theatre s Julií Andrewsovou a Rexem Harrisonem v hlavní roli. Od samého počátku se jednalo o velký divadelní hit, který byl později uveden v jedenácti různých jazycích v jednadvaceti zemích.
Filmová práva byla prodána společnosti Warner Brothers za 5,5 miliónů dolarů plus 50 procent z hrubého zisku přesahujícího 20 miliónů dolarů. Tato divadelní hra se stala v té době nejdražší divadelní hrou, která měla být v Hollywoodu zfilmována.

## Děj
Henry Higgins, arogantní a nesnesitelný profesor fonetiky (vědy o lidské řeči), se vsadí s přítelem plukovníkem ve výslužbě Pickeringem, že naučí ušmudlanou pouliční květinářku Lízu Doolittlovou výslovnosti a chování vznešené dámy. Podaří se mu to tak dokonale, že jeho žákyně okouzlí londýnskou smetánku, jako kdyby ani nebyla Angličanka, ale spíše Maďarka. Skoro se zdá, že Higgins pomohl Líze překonat propast mezi spodinou, kam ji zařazovala její výslovnost a intonace (londýnské nářečí cockney), a nejvyššími společenskými vrstvami. Higgins však ve svém pedantství nepostřehne, že při jeho fonetickém experimentu Líza vyspěla ze zaostalého děvčete v ženu vědomou si své lidské ceny, toužící po plném citovém životě a hotovou přes všechnu svou vzpurnost a prostořekost věnovat svou lásku svému osvoboditeli. Higgins se však její lásku zdráhá přijmout, a tak závěr hry zůstává otevřený. V některých provedeních, např. v brněnském provedení, muzikál končí happy endem, kdy si profesor uvědomí, že si k Líze přece jenom vybudoval nějaký vztah.

## Původní newyorské obsazení
V původní hře na Broadwayi hráli:
- Rex Harrison – Henry Higgins (tuto roli hrál i ve stejnojmenném filmu z roku 1964)
- Julie Andrewsová – Eliza Doolittlová
- Stanley Holloway – Alfred P. Doolittle (tuto roli hrál i ve stejnojmenném filmu z roku 1964)
- Robert Coote – plukovník Hugh Pickering

Živá nahrávka písní a hudby z této původní verze byla nahrána na gramofonové desky a později byla vydána i na kompaktním disku.

## My Fair Lady (ze Zelňáku)
Hru má mimo jiná divadla v České republice na repertoáru Městské divadlo Brno. Děj muzikálu se neodehrává v Anglii, nýbrž v Brně – proto název My Fair Lady (ze Zelňáku). „Zelňákem“ je myšlen Zelný trh. S tímto posunem místa se změnila i jména hlavních postav – z Lízy Doolittlové se stane Líza Ďulínková nebo z profesora Higginse se stane Jindřich Hradský. První nastudování se hrálo na Činoherní scéně, nebo na Biskupském dvoře, a jeho délka činila 3 hodiny a 15 minut s jednou dvacetiminutovou přestávkou. Druhé, nové nastudování se hraje na Hudební scéně, s délkou 3 hodiny 10 minut, včetně dvacetiminutové přestávky.
Stanislav Moša spolu s Otou Ornestem museli původní My Fair Lady značně krátit. Odstraněna byla velká část světonázorových výkladů Doolittlových a také dlouhé Higginsovy monology. Většina monologů byla přenesena do písní.
| „              | Myslím, že to – ani v muzikálové verzi – není pouhá kýčovitá variace tématu Popelky,. Spíše variace na téma o proměně člověka a jeho identitě. | “ |
| — Ivo Osolsobě | |   |

### Obsazení brněnské verze
| Martin Havelka nebo Petr Štěpán / Kristián Pekar nebo Petr Štěpán                                                                | Jindřich Hradský |
| Alena Antalová, Jitka Čvančarová, Petra Jungmanová, Markéta Sedláčková nebo Radka Coufalová / Dagmar Křížová nebo Eliška Skálová | Líza Ďulínková   |
| Zdeněk Bureš / Jan Mazák | Jan Špička       |
| Zdeněk Junák nebo Ladislav Kolář / Alan Novotný                                                                                  | Alfréd Ďulínek   |
| Eva Jelínková nebo Miroslava Kolářová / Jana Musilová                                                                            | Paní Hrušková    |
| Libuše Billová, Zdena Herfortová nebo Irena Konvalinová / Zdena Herfortová nebo Erika Kubálková                                  | Paní Hradská     |
| Robert Jícha, Igor Ondříček, Jiří Mach nebo Kristian Pekar / Jan Brožek nebo Rastislav Širila                                    | Bedřich Škoda    |
| Karel Mišurec, Stano Slovák, Dalibor Černák nebo Karel Škarka / Ondřej Halámek                                                   | Pepek            |
| Martin Novotný, Karel Škarka, Stano Slovák nebo Jakub Przebinda / Daniel Rymeš                                                   | Kuba             |
| Marcela Dűrrová, Pavla Vitázková, Tereza Martinková nebo Monika Králová / Diana Velčická nebo Vendula Hudcová                    | Šebelová         |
| Karel Mišurec nebo Jan Apolenář / Jan Apolenář nebo Patrik Bořecký                                                               | Zoltán Karpathy  |

## Filmová verze
Muzikál má svoji proslulou filmovou adaptaci společnosti Warner Brothers z roku 1964, která získala osm Oscarů včetně ceny za režii pro George Cukora – viz článek My Fair Lady (film, 1964).